# رایجیلی داوئوا
رایجیلی داوئوا (انگلیسی: Raijieli Daveua؛ زادهٔ ۳۰ مهٔ ۱۹۹۲) بازیکن راگبی ۷ نفره زن اهل فیجی است.
وی در مسابقات کشوری و بین‌المللی در مجموع برندهٔ ۱ مدال برنز شده‌است.